# Sliptjärnen, Hälsingland
Sliptjärnen är en sjö i Härjedalens kommun i Hälsingland och ingår i Ljusnans huvudavrinningsområde.